# Расселл, Джордж (автогонщик)
Джордж Уи́льям Ра́сселл (англ. George William Russell; род. 15 февраля 1998 года, Кингс-Линн, Норфолк, Англия, Великобритания) — британский автогонщик, чемпион GP3 и Формулы-2 в составе команды ART Grand Prix. С сезона 2022 года является пилотом команды Mercedes в Формуле-1. Бывший пилот команды Williams в Формуле-1 в сезонах 2019—2021 годов. Чемпион Формулы-2 в сезоне 2018 года, а также чемпион GP3 в сезоне 2017 года.

## Личная жизнь
Расселл родился в Кингс-Линне (Англия). Отец — Стив Расселл; мать — Элисон Расселл. Джордж — третий ребёнок в семье, у него есть сестра Кара и брат Бенджи.
Выросший в Висбеке, Кембриджшир, Расселл получил образование в Грамматической школе Висбека, после чего переехал в Милтон-Кинс в возрасте 18 лет, чтобы быть ближе к базам своих гоночных команд.
Как и его отец, Расселл является болельщиком футбольного клуба Вулверхэмптон Уондерерс.
С 2020 года гонщик состоит во взаимоотношениях с Кармен Монтеро Мундт.

## Карьера

### Картинг
Джордж родился в городе Кингс-Линн, Норфолк, начал заниматься картингом в 2006 году, а к 2009 году дорос до класса кадетов, выиграв два чемпионских титула. В 2010 году он начал выступать в категории Rotax Mini Max, где взял ещё два чемпионских титула, а также выиграл британский Гран-при Картмастерс. Расселл продолжил расти, перейдя в категорию KF3 в 2011 году, где снова выиграл несколько чемпионских титулов, а позже, в 2012 году, он смог успешно защитить один из них. 2013 год стал последним в его картинговой карьере: Джордж выступал в классе KF1 и закончил сезон на 19-м месте.

### Формула-Рено 2.0
В сезоне 2014 года Расселл пересел с карта на одноместный автомобиль, начав выступления в чемпионате альпийской Формулы-Рено 2.0. Изначально Джордж должен был выступать за Prema Powerteam, однако в последний момент оказался в команде Koiranen GP. Из-за болезни он был вынужден пропустить один из этапов, что не помешало ему занять четвёртое место по итогам чемпионата. За сезон Расселл всего один раз приехал на подиум, это случилось на трассе Ред Булл Ринг.
Расселл также принимал участие в двух гонках Еврокубка Формулы-Рено 2.0. Он приезжал на этап в Москве в составе команды Koiranen GP, а затем вместе с Tech 1 Racing соревновался на этапе в Хересе. Будучи приглашённым пилотом, он умудрился выиграть последнюю гонку сезона с поул-позиции.

### Формула-4
В сезоне 2014 года Расселл также соревновался в чемпионате британской Формулы-4, будучи пилотом чемпионской команды Lanan Racing. В последней гонке, которая состоялась на трассе Снеттертон, на титул претендовали четыре пилота, среди которых был сам Джордж, Арджун Майни, а также напарники по команде HHC Motorsport Сэннан Филдинг и Рауль Хайман. Стартовав с поула, Расселл выиграл гонку, что позволило ему обогнать Майни всего на три очка, эта победа стала для него пятой в сезоне.
В качестве подарка за победу в этой серии Джордж получил возможность участвовать в тестах машины GP3 за команду Arden Motorsport на трассе Яс Марина в Абу-Даби. В декабре 2014 года Расселл стал самым молодым обладателем престижной премии McLaren Autosport BRDC Award, опередив таких финалистов как Александр Албон, Бен Барникот, Сэннан Филдинг, Себ Моррис и Харрисон Скотт. Он получил денежный приз в £100,000, членство в Британском клубе автогонщиков, а также право провести тесты Формулы-1 в составе McLaren.
В феврале 2015 года Расселл стал одним из двенадцати пилотов, кто был выбран для присоединения к программе SuperStars Британского клуба автогонщиков, став самым молодым участником в её истории.

### Европейская Формула-3

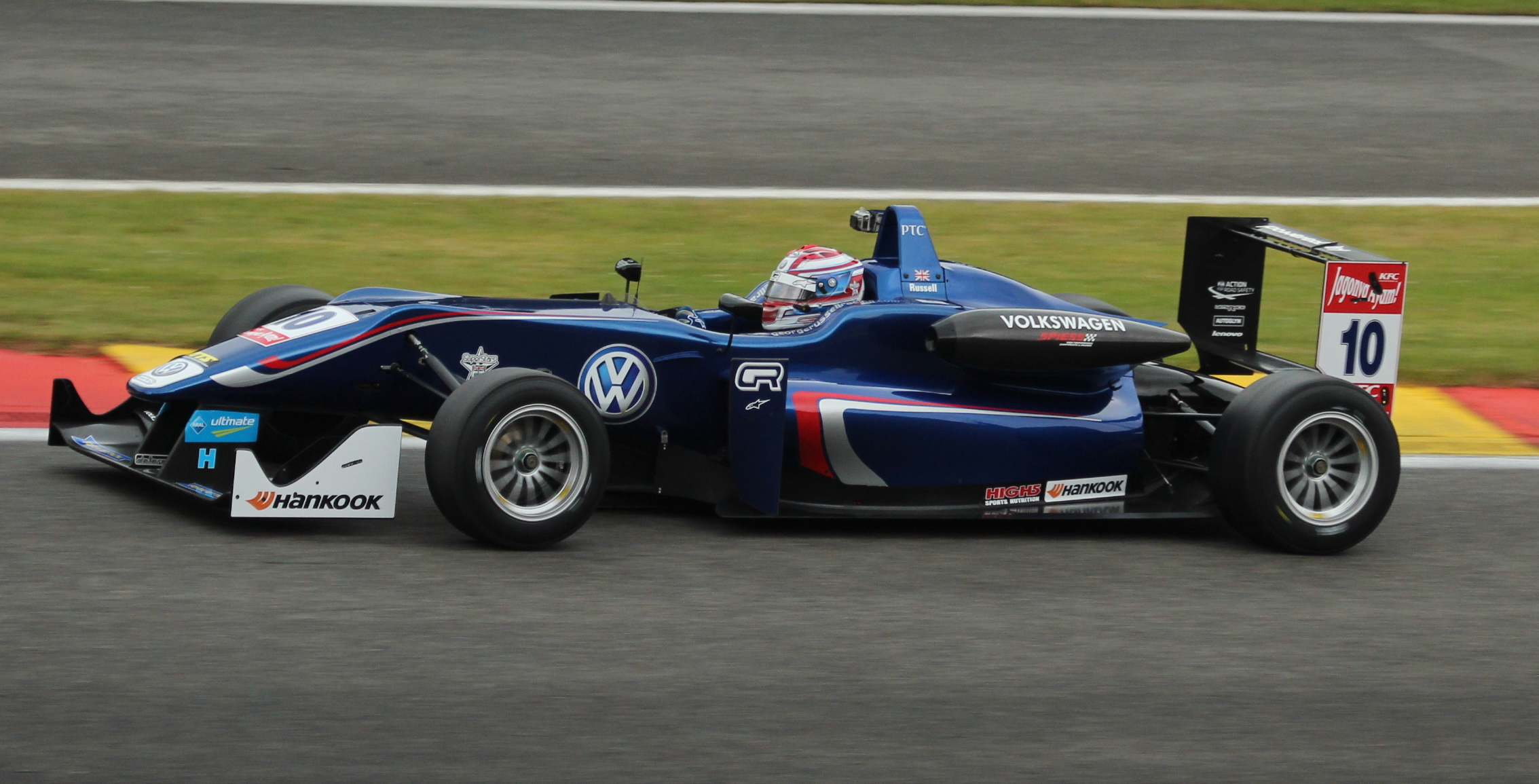
Расселл во время гонки в Спа в Европейской Формуле-3 в сезоне 2015 года

Расселл перешёл в Формулу-3 в сезоне 2015 года, он начал выступать в её европейском первенстве за команду Carlin. Он выиграл одну из трёх гонок на вступительном этапе в Сильверстоуне, обогнав Шарля Леклера — такого же дебютанта, как и он сам, и Антонио Джовинацци. Позже он добыл ещё два подиума в гонках на Спа-Франкоршаме и Норисринге. Свой первый сезон в этой серии Джордж закончил на шестом месте, набрав 203 очка. Также он стал вице-чемпионом среди дебютантов, проиграв только Леклеру.
В сентябре 2015 года Расселл принял участие в соревновании Формула-3 Мастерс, не входящем в состав чемпионата гонке на трассе Зандворт. Сначала он финишировал четвёртым в квалификационной гонке, а затем финишировал вторым в основной, позади его партнёра по команде Антонио Джовинацци. Расселл также планировал участвовать в Гран-при Макао, однако был заменён на японца Ю Канамару из Открытого чемпионата европейской Формулы-3 незадолго до этого события.
Расселл сменил команду, перейдя в команду Hitech GP на сезон 2016 года, он сумел победить ещё два раза и занять третье место в личном зачёте.

### GP3

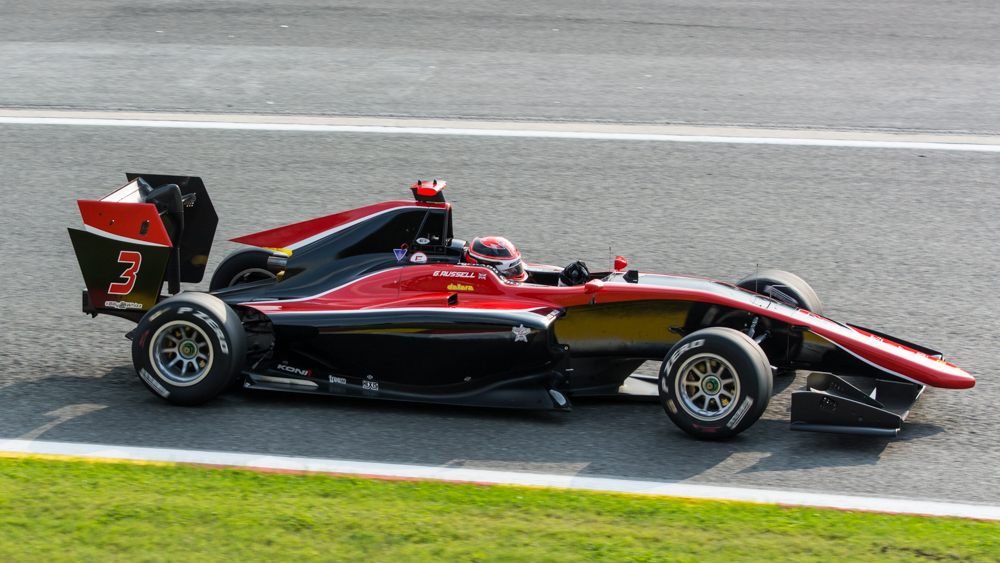
Джордж Расселл 26 августа 2017 года на трассе Спа-Франкоршам

19 января 2017 года Расселл подписал контракт с ART Grand Prix и стал их пилотом в серии GP3 на предстоящий сезон. Прежде он уже работал с командой, проведя с ними постсезонные тесты в ноябре 2016 года на трассе Яс Марина.
Джордж неплохо начал сезон на этапе в Барселоне, где в первых двух гонках он финишировал на четвёртой и пятой позициях соответственно. Следующий этап в Шпильберге, на трассе Ред Булл Ринг, уже принёс ему первые поул и победу в серии GP3. Расселл с трудом добился ещё одного поула на домашнем этапе в Сильверстоуне, старт с первой позиции позволил ему одержать ещё одну победу в первой гонке, а во второй Джордж занял четвёртое место. Успешные результаты на этих этапах привели к тому, что он стал лидером чемпионата.
Доминирующее выступление Расселла в гонках на Спа-Франкоршам позволило ему значительно укрепить свои лидирующие позиции. Он выиграл основную гонку с поула, занял вторую позицию в спринтерской гонке, а также показал лучшие времена круга в каждой из них. За все эти достижения начисляются очки.
На следующем этапе в Монце состоялась лишь одна из двух гонок GP3, из-за трудных погодных условий была отменена субботняя гонка. Расселл выиграл тяжёлую битву со своими партнёрами по команде Джеком Эйткеном и Антуаном Юбером, и одержал четвёртую в сезоне победу.
Джордж одержал четыре победы, взял три поул-позиции и ещё один подиум, чтобы иметь возможность решить судьбу чемпионства уже на этапе в Хересе, который является предпоследним в сезоне. Он закончил первую гонку на втором месте, и приехал четвёртым во второй, это позволило ему стать чемпионом GP3 за две гонки до конца сезона. В Абу-Даби Расселл добился ещё одного поула, однако не смог одержать больше побед, став вторым в основной гонке и четвёртым в спринтерской, лишь увеличив свой отрыв от остальных. В итоге за этот год Джордж набрал 220 очков, а от расположившегося на втором месте Джека Эйткена его отделяло 79 очков.

### Формула-2

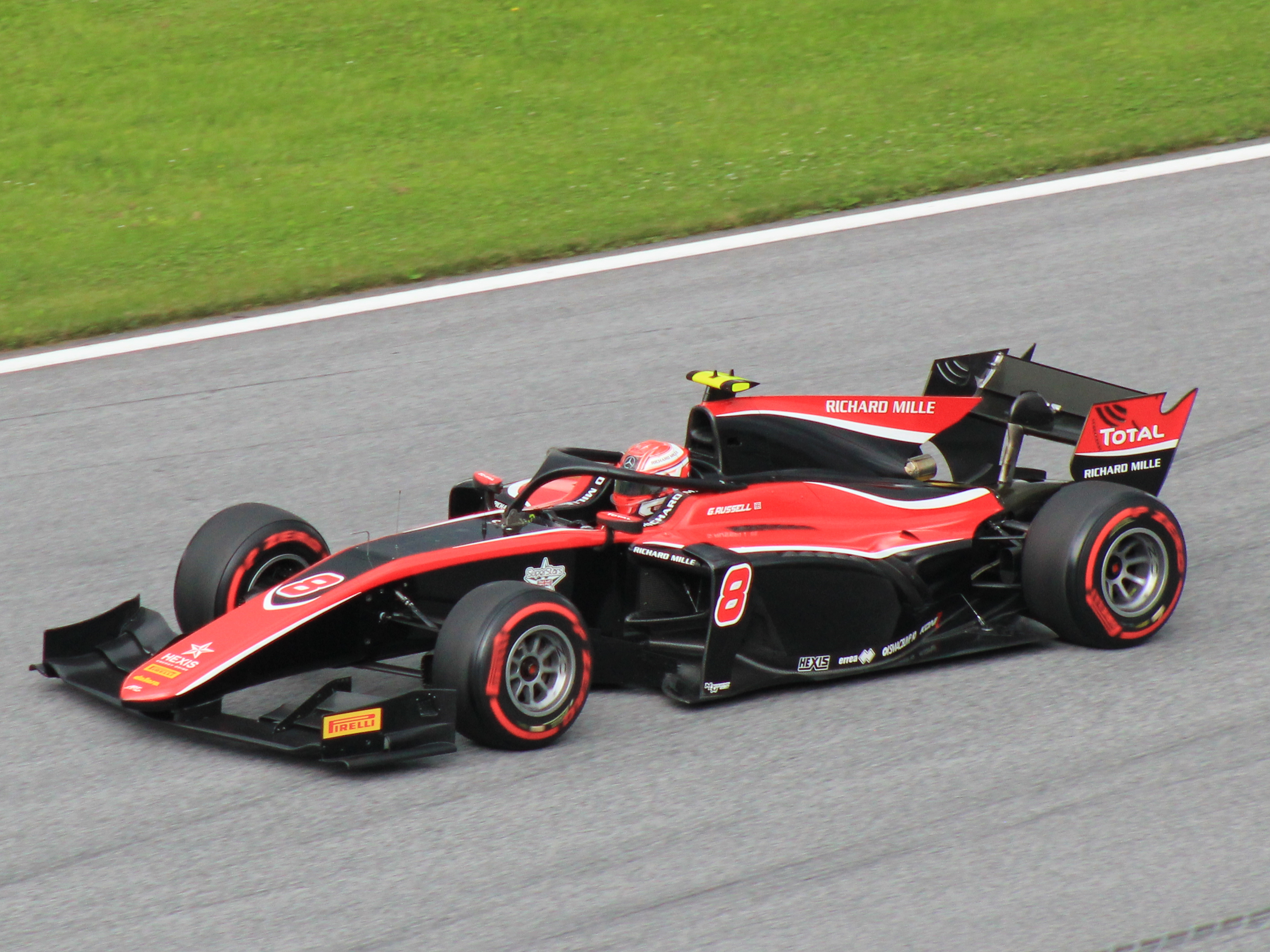
Расселл во время гонки на Ред Булл Ринге в Формуле-2 в сезоне 2018 года

18 января 2018 года было объявлено о том, что Расселл проведёт сезон 2018 года в Формуле-2, продолжая выступать за ART Grand Prix. Сама серия готовилась встретить некоторые изменения — новый болид Dallara F2 2018 должен был пройти проверку на прочность в расширенном до 12 этапов календаре. Помимо Формулы-2, Расселл являлся резервным пилотом команды Mercedes в Формуле-1, совмещая обязанности с Паскалем Верляйном.
Во время своего дебюта на этапе в Бахрейне Джордж смог добиться второй стартовой позиции, однако в гонках результаты были хуже: в основной гонке он занял пятое место, а в спринтерской оказался вне очковой зоны.
В Баку состоялся второй этап чемпионата, Расселл какое-то время лидировал в первой гонке, однако был вынужден выехать с трассы из-за ошибки оппонента, что стоило ему не только победы, но и очков. В спринте он выступил значительно лучше, одержав победу с 12 стартовой позиции, а также установив лучшее время круга в гонке.
Свою вторую победу в этом чемпионате Джордж одержал в Испании. В трудной борьбе опередив Ника де Вриса, он выиграл свою первую основную гонку в серии, а в спринте занял четвёртое место. Эти результаты позволили ему выйти на вторую позицию в личном зачёте.
В Монако Расселл испытывал технические проблемы, у него отказал двигатель во время свободной практики, что повлияло на работоспособность техники. Он квалифицировался только на 16 месте, а в обеих гонках оказался вне очковой зоны.
На этапе во Франции Джордж смог впервые за сезон взять поул. Во время первой гонки пилотов ожидали смешанные погодные условия, однако Расселлу это не помешало одержать ещё одну победу. В спринте его опять ждал провал.
Следующий этап чемпионата состоялся в австрийском Шпильберге, где Джордж провёл свой лучший уик-энд за год. Он выиграл первую гонку, а в спринте не смог догнать только Артёма Маркелова, заняв второе место. Стабильный набор очков, а также проблемы противников помогли ему возглавить очковый зачёт.
В следующих этапах сезона он продолжал набирать очки, однако долгое время не побеждал. Эта серия прервалась в Италии, когда он занял первое место в спринтерской гонке. После этого ему удалось ещё дважды победить и дважды занять четвёртое место в оставшихся гонках в Сочи и Абу-Даби. После уверенной победы в предпоследней гонке сезона он официально стал чемпионом Формулы-2. В итоге за этот год Расселл одержал семь побед, взял пять поулов и шесть раз ставил лучшее время круга. Занявшего второе место Ландо Норриса он обогнал на 68 очков в личном зачёте.

### Формула-1
19 января 2017 года Расселл заключил соглашение с Mercedes-AMG Petronas Motorsport, став участником их юниорской программы. Было объявлено, что Джордж будет участвовать в тестах Формулы-1 в Будапеште, которые пройдут спустя несколько дней после Гран-при Венгрии в первых числах августа на той же трассе. 7 ноября 2017 года Расселл совершил свой дебют в свободной практике на этапе Формулы-1 в Бразилии, он управлял болидом команды Force India в первой сессии тренировочных заездов. Потом, в составе этой же команды, он участвовал в первой практике Гран-при Абу-Даби.
Позже было объявлено, что Расселл будет тестировать шины Pirelli для Force India на тестах, которые пройдут 1 мая 2018 года после Гран-при Испании. В рамках этих тестов он проехал 123 круга, это был его первый опыт за рулём машины Формулы-1 2018 года.
В октябре 2018 года стало известно, что Джордж Расселл станет боевым пилотом команды Williams в сезоне 2019 года. Его напарником стал Роберт Кубица, который вернулся в первенство впервые с сезона 2010 года, перенеся тяжёлую травму.
Практически сразу стало ясно, что болид британца является самым слабым в пелотоне. Болиды Williams регулярно занимали последние места в квалификации, но при этом Расселл неизменно оказывался впереди, после 21 этапа счёт в квалификациях оказался беспрецедентным — 21:0. В гонках всё обстояло подобным же образом, гонщики финишировали почти всегда в конце второй десятки и обычно последними. Лишь во Франции и Германии Расселл оказывался позади партнёра на финише. Но при этом именно партнёр смог заработать одно очко. В личном зачёте по итогам сезона Джордж стал последним, и единственным из 20 пилотов, не набравшим очки.
Старт сезона 2020 года был отложен из-за пандемии коронавируса, он начался не в марте, а в июле. Ситуация в команде лучше не стала, из-за долгого отсутствия гонок ушёл титульный спонсор. Когда сезон начался, результаты по-прежнему были невысокими, а посреди года команда была продана. У Расселла появился новый напарник, сын иранско-канадского бизнесмена Николас Латифи, проводящий свой первый сезон в Формуле-1. Дебютант редко мог финишировать лучше Джорджа, а если это и происходило, то только в случае аварии последнего. Расселл испытывал проблемы с квалификациями, редко уезжая дальше второго сегмента, также по-прежнему не мог получить свои первые очки в чемпионате мира. Во время гонки в Имоле он был наиболее близок к очковой зоне, по ходу заезда находясь на десятом месте. Но, когда на трассу выехал автомобиль безопасности, во время прогрева шин он совершил ошибку и протаранил стену.
Тем временем, команда Mercedes, которая привела Джорджа в Формулу-1 успешно доминировала очередной сезон, действующий чемпион Льюис Хэмилтон на протяжении года бил рекорды Ф1 и в конце года завоевал свой седьмой чемпионский титул. Но, на Гран-при Сахира у него ухудшилось самочувствие и после теста на COVID-19 оказалось, что он инфицирован и вынужден уйти на самоизоляцию. Таким образом команде-чемпиону потребовался гонщик-заменитель, которым и стал Расселл, а его, в свою очередь, в Williams заменил Джек Эйткен. За рулем чемпионского болида скорость Рассела значительно выросла, и уже по результатам квалификации Гран-при Сахира он стал вторым, а гонку он закончил на 9-м месте из за проблем на пит-стопе, показав лучший круг в гонке, тем самым заработав первые очки в карьере.
В сентябре 2021 года Mercedes объявил о подписании многолетнего контракта с гонщиком, который должен стать основным пилотом команды в сезоне 2022 года.
В своей первой гонке в качестве основного пилота Mercedes на Гран-при Бахрейна, Расселл финишировал четвёртым. На Гран-при Австралии 2022 года, стартовав 6-м на решётке, он занял 3-е место, что стало его вторым подиумом. На Гран-при Венгрии Расселл завоевал в квалификации свою первую поул-позицию в качестве пилота Формулы-1.
На Гран-при Сан-Паулу, предпоследнем этапе сезона, Расселл квалифицировался на третьей позиции, после чего одержал свою первую победу в спринтерской гонке, опередив Карлоса Сайнса-младшего. Днём позже он выиграл свой первый Гран-при и принес Mercedes первую победу в сезоне, опередив партнёра по команде Льюиса Хэмилтона.

## Оценки экспертов
Дейв Робсон, главный инженер Williams, сравнивал Джорджа Расселла с Льюисом Хэмилтоном и Дженсоном Баттоном, с которыми он успел поработать в прошлом. Робсон отметил то, что Джордж умеет адаптироваться к машине, он пилотирует машину довольно инстинктивно и всегда старается совершенствоваться, что помогло Расселлу адаптироваться и проявить себя в команде Mercedes.

## Результаты выступлений

### Общая статистика
| Сезон | Серия                       | Команда        | Гонки      | Победы     | Поулы      | Л/круги    | Подиумы    | Очки       | Место      |
| ----- | --------------------------- | -------------- | ---------- | ---------- | ---------- | ---------- | ---------- | ---------- | ---------- |
| 2014  | Британская Формула-4        | Lanan Racing   | 24         | 5          | 3          | 4          | 11         | 483        | 1          |
| 2014  | Альпийская Формула-Рено 2.0 | Koiranen GP    | 12         | 0          | 0          | 0          | 1          | 123        | 4          |
| 2014  | Еврокубок Формулы-Рено 2.0  | Koiranen GP    | 2          | 0          | 0          | 0          | 0          | 0          | НК†        |
| 2014  | Еврокубок Формулы-Рено 2.0  | Tech 1 Racing  | 2          | 1          | 1          | 1          | 1          | 0          | НК†        |
| 2015  | Европейская Формула-3       | Carlin         | 33         | 1          | 0          | 0          | 3          | 203        | 6          |
| 2015  | Формула-3 Мастерс           | Carlin         | 1          | 0          | 0          | 0          | 1          | Н/Д        | 2          |
| 2016  | Европейская Формула-3       | Hitech GP      | 30         | 2          | 3          | 3          | 10         | 264        | 3          |
| 2016  | Гран-при Макао              | Hitech GP      | 1          | 0          | 1          | 0          | 0          | Н/Д        | 7          |
| 2017  | GP3                         | ART Grand Prix | 15         | 4          | 4          | 5          | 7          | 220        | 1          |
| 2017  | Формула-1                   | Mercedes       | Тест-пилот | Тест-пилот | Тест-пилот | Тест-пилот | Тест-пилот | Тест-пилот | Тест-пилот |
| 2017  | Формула-1                   | Force India    | Тест-пилот | Тест-пилот | Тест-пилот | Тест-пилот | Тест-пилот | Тест-пилот | Тест-пилот |
| 2018  | ФИА Формула-2               | ART Grand Prix | 24         | 7          | 5          | 6          | 11         | 287        | 1          |
| 2018  | Формула-1                   | Force India    | Тест-пилот | Тест-пилот | Тест-пилот | Тест-пилот | Тест-пилот | Тест-пилот | Тест-пилот |
| 2019  | Формула-1                   | Williams       | 21         | 0          | 0          | 0          | 0          | 0          | 20         |
| 2020  | Формула-1                   | Williams       | 17         | 0          | 0          | 1          | 0          | 3          | 18         |
| 2020  | Формула-1                   | Mercedes       | 1          | 0          | 0          | 1          | 0          | 3          | 18         |
| 2021  | Формула-1                   | Williams       | 22         | 0          | 0          | 0          | 1          | 16         | 15         |
| 2022  | Формула-1                   | Mercedes       | 22         | 1          | 1          | 4          | 8          | 275        | 4          |
| 2023  | Формула-1                   | Mercedes       | 8          | 0          | 0          | 1          | 1          | 175        | 8          |
| 2024  | Формула-1                   | Mercedes       | 24         | 2          | 4          | 2          | 4          | 245        | 6          |
| 2025  | Формула-1                   | Mercedes       | 12         | 1          | 1          | 1          | 5          | 147        | '          |

† Расселл участвовал в соревновании по приглашению, поэтому ему не начислялись очки чемпионата.
* Сезон продолжается.

### Европейская Формула-3
| Сезон | Команда  | Двигатель  | 1       | 2        | 3        | 4          | 5       | 6          | 7      | 8      | 9      | 10      | 11      | 12         | 13      | 14       | 15         | 16       | 17      | 18      | 19      | 20      | 21      | 22      | 23         | 24      | 25       | 26      | 27      | 28       | 29      | 30         | 31      | 32      | 33         | Место | Очки |
| ----- | -------- | ---------- | ------- | -------- | -------- | ---------- | ------- | ---------- | ------ | ------ | ------ | ------- | ------- | ---------- | ------- | -------- | ---------- | -------- | ------- | ------- | ------- | ------- | ------- | ------- | ---------- | ------- | -------- | ------- | ------- | -------- | ------- | ---------- | ------- | ------- | ---------- | ----- | ---- |
| 2015  | Carlin   | Volkswagen | CИЛ 1 8 | CИЛ 2 1  | CИЛ 3 5  | ХОК 1 11   | ХОК 2 9 | ХОК 3 18   | ПО 1 8 | ПО 2 6 | ПО 3 8 | МНЦ 1 8 | МНЦ 2 6 | МНЦ 3 7    | СПА 1 6 | СПА 2 13 | СПА 3      | НОР 1 10 | НОР 2 5 | НОР 3 2 | ЗАН 1 6 | ЗАН 2 5 | ЗАН 3 6 | РБР 1 5 | РБР 2 7    | РБР 3 9 | АЛГ 1 10 | АЛГ 2 5 | АЛГ 3 4 | НЮР 1 13 | НЮР 2 8 | НЮР 3 10   | ХОК 1 7 | ХОК 2 8 | ХОК 3 Сход | 6     | 203  |
| 2016  | HitechGP | Mercedes   | ЛЕК 1 3 | ЛЕК 2 11 | ЛЕК 3 18 | ХУН 1 Сход | ХУН 2 4 | ХУН 3 Сход | ПО 1 4 | ПО 2 1 | ПО 3   | РБР 1 5 | РБР 2   | РБР 3 Сход | НОР 1 3 | НОР 2 9  | НОР 3 Сход | ЗАН 1 7  | ЗАН 2 9 | ЗАН 3 5 | СПА 1 5 | СПА 2 1 | СПА 3   | НЮР 1 3 | НЮР 2 Сход | НЮР 3 7 | ИМО 1 4  | ИМО 2 3 | ИМО 3 2 | ХОК 1 7  | ХОК 2 6 | ХОК 3 Сход |         |         |            | 3     | 264  |

### GP3
| Сезон | Команда        | 1         | 2         | 3         | 4         | 5         | 6         | 7          | 8          | 9         | 10        | 11        | 12        | 13        | 14        | 15        | 16        | Место | Очки |
| ----- | -------------- | --------- | --------- | --------- | --------- | --------- | --------- | ---------- | ---------- | --------- | --------- | --------- | --------- | --------- | --------- | --------- | --------- | ----- | ---- |
| 2017  | ART Grand Prix | БАР ГОН 4 | БАР СПР 5 | РБР ГОН 1 | РБР СПР 6 | СИЛ ГОН 1 | СИЛ СПР 4 | ХУН ГОН НС | ХУН СПР 11 | СПА ГОН 1 | СПА СПР 2 | МНЦ ГОН 1 | МНЦ СПР О | ХЕР ГОН 2 | ХЕР СПР 4 | ЯСМ ГОН 2 | ЯСМ СПР 4 | 1     | 220  |

### Формула-2
| Сезон | Команда        | 1         | 2          | 3          | 4         | 5         | 6         | 7            | 8            | 9         | 10         | 11        | 12        | 13        | 14        | 15           | 16        | 17        | 18        | 19        | 20        | 21        | 22        | 23        | 24        | Место | Очки |
| ----- | -------------- | --------- | ---------- | ---------- | --------- | --------- | --------- | ------------ | ------------ | --------- | ---------- | --------- | --------- | --------- | --------- | ------------ | --------- | --------- | --------- | --------- | --------- | --------- | --------- | --------- | --------- | ----- | ---- |
| 2018  | ART Grand Prix | БАХ ГОН 5 | БАХ СПР 19 | БАК ГОН 12 | БАК СПР 1 | БАР ГОН 1 | БАР СПР 4 | МОН ГОН Сход | МОН СПР Сход | ЛЕК ГОН 1 | ЛЕК СПР 17 | РБР ГОН 1 | РБР СПР 2 | СИЛ ГОН 2 | СИЛ СПР 2 | ХУН ГОН Сход | ХУН СПР 8 | СПА ГОН 3 | СПА СПР 7 | МНЦ ГОН 4 | МНЦ СПР 1 | СОЧ ГОН 4 | СОЧ СПР 1 | ЯСМ ГОН 1 | ЯСМ СПР 4 | 1     | 287  |

### Формула-1
| Сезон | Команда                       | Шасси                              | Двигатель                                   | Ш | 1        | 2        | 3        | 4      | 5      | 6        | 7        | 8        | 9      | 10       | 11       | 12       | 13       | 14      | 15       | 16       | 17     | 18     | 19       | 20       | 21       | 22       | 23    | 24    | Место | Очки |
| ----- | ----------------------------- | ---------------------------------- | ------------------------------------------- | - | -------- | -------- | -------- | ------ | ------ | -------- | -------- | -------- | ------ | -------- | -------- | -------- | -------- | ------- | -------- | -------- | ------ | ------ | -------- | -------- | -------- | -------- | ----- | ----- | ----- | ---- |
| 2017  | Sahara Force India F1 Team    | Force India VJM10                  | Mercedes M08 EQ Power+ 1,6 V6 t             | P | АВС      | КИТ      | БАХ      | РОС    | ИСП    | МОН      | КАН      | АЗЕ      | АВТ    | ВЕЛ      | ВЕН      | БЕЛ      | ИТА      | СИН     | МАЛ      | ЯПО      | США    | МЕК    | БРА тест | АБУ тест |          |          |       |       | —     | —    |
| 2019  | ROKiT Williams Racing         | Williams FW42                      | Mercedes-AMG M10 EQ Power+ 1,6 V6 t         | P | АВС 16   | БАХ 15   | КИТ 16   | АЗЕ 15 | ИСП 17 | МОН 15   | КАН 16   | ФРА 19   | АВТ 18 | ВЕЛ 14   | ГЕР 11   | ВЕН 16   | БЕЛ 15   | ИТА 14  | СИН Сход | РОС Сход | ЯПО 16 | МЕК 16 | США 17   | БРА 12   | АБУ 17   |          |       |       | 20    | 0    |
| 2020  | Williams Racing               | Williams FW43                      | Mercedes-AMG F1 M11 EQ Performance 1,6 V6 t | P | АВТ Сход | ШТИ 16   | ВЕН 18   | ВЕЛ 12 | 70Л 18 | ИСП 17   | БЕЛ Сход | ИТА 14   | ТОС 11 | РОС 18   | АЙФ Сход | ПОР 14   | ЭМИ Сход | ТУР 16  | БАХ 12   |          | АБУ 15 |        |          |          |          |          |       |       | 18    | 3    |
| 2020  | Mercedes AMG Petronas F1 Team | Mercedes-AMG F1 W11 EQ Performance | Mercedes-AMG F1 M11 EQ Performance 1,6 V6 t | P |          |          |          |        |        |          |          |          |        |          |          |          |          |         |          | САХ 9    |        |        |          |          |          |          |       |       | 18    | 3    |
| 2021  | Williams Racing               | Williams Racing FW43B              | Mercedes-AMG F1 M12 E Performance 1,6 V6 t  | P | БАХ 14   | ЭМИ Сход | ПОР 16   | ИСП 14 | МОН 14 | АЗЕ Сход | ФРА 12   | ШТИ Сход | АВТ 11 | ВЕЛ 12   | ВЕН 8    | БЕЛ 2    | НИД 17   | ИТА 9   | РОС 10   | ТУР 15   | США 14 | МЕХ 16 | САП 13   | КАТ 17   | САУ Сход | АБУ Сход |       |       | 15    | 16   |
| 2022  | Mercedes-AMG Petronas F1 Team | Mercedes-AMG F1 W13 E Performance  | Mercedes-AMG F1 M13 E Performance 1,6 V6 t  | P | БАХ 4    | САУ 5    | АВС 3    | ЭМИ 4  | МАЙ 5  | ИСП 3    | МОН 5    | АЗЕ 3    | КАН 4  | ВЕЛ Сход | АВТ 4    | ФРА 3    | ВЕН 3    | БЕЛ 4   | НИД 2    | ИТА 3    | СИН 14 | ЯПО 8  | США 5    | МЕХ 4    | САП 1    | АБУ 5    |       |       | 4     | 275  |
| 2023  | Mercedes-AMG Petronas F1 Team | Mercedes-AMG F1 W14 E Performance  | Mercedes-AMG F1 M14 E Performance 1,6 V6 t  | P | БАХ 7    | САУ 4    | АВС Сход | АЗЕ 8  | МАЙ 4  | МОН 5    | ИСП 3    | КАН Сход | АВТ 7  | ВЕЛ 5    | ВЕН 6    | БЕЛ 6    | НИД 17   | ИТА 5   | СИН 16   | ЯПО 7    | КАТ 4  | США 5  | МЕХ 6    | САП Сход | ЛАС 8    | АБУ 3    |       |       | 8     | 175  |
| 2024  | Mercedes-AMG Petronas F1 Team | Mercedes-AMG F1 W15 E Performance  | Mercedes-AMG F1 M15 E Performance 1,6 V6 t  | P | БАХ 5    | САУ 6    | АВС 17   | ЯПО 7  | КИТ 6  | МАЙ 8    | ЭМИ 7    | МОН 5    | КАН 3  | ИСП 4    | АВТ 1    | ВЕЛ Сход | ВЕН 8    | БЕЛ ДСК | НИД 7    | ИТА 7    | АЗЕ 3  | СИН 4  | США 6    | МЕХ 5    | САП 4    | ЛАС 1    | КАТ 4 | АБУ 5 | 6     | 245  |
| 2025  | Mercedes-AMG Petronas F1 Team | Mercedes-AMG F1 W16 E Performance  | Mercedes-AMG F1 M16 E Performance 1,6 V6 t  | P | АВС 3    | КИТ 3    | ЯПО 5    | БАХ 2  | САУ 5  | МАЙ 3    | ЭМИ 7    | МОН 11   | ИСП 4  | КАН 1    | АВТ 5    | ВЕЛ 10   | БЕЛ      | ВЕН     | НИД      | ИТА      | АЗЕ    | СИН    | США      | МЕХ      | САП      | ЛАС      | КАТ   | АБУ   | '     | '    |

* Сезон продолжается.

### Комментарии
1. ↑  В гонке пройдено менее 75% дистанции, поэтому начислена половина очков.
2. 1 2 3 4 5 6 7  Получил дополнительные пять очков за четвёртое место в спринте.
3. ↑  Получил дополнительные восемь очков за первое место в спринте.
4. 1 2 3 4  Получил дополнительное очко за восьмое место в спринте.
5. ↑  Получил дополнительные четыре очка за пятое место в спринте.
6. ↑  Получил дополнительные три очка за шестое место в спринте.
7. ↑  Получил дополнительные шесть очков за третье место в спринте.
8. ↑  Совершил «хет-трик»: стартовал с поул-позиции, показал быстрый круг в гонке и победил.